# Sông Giăng
Sông Giăng là phụ lưu cấp I của sông Lam, chảy ở các huyện Con Cuông, Anh Sơn, Thanh Chương tỉnh Nghệ An .
Sông Giăng dài 77 km, diện tích lưu vực 1.050 km², cao trung bình 492 m, độ dốc trung bình 17,2%; mật độ sông suối 0,5 km/km². Tổng lượng nước năm 0,93 km³ ứng với lưu lượng nước trung bình năm 28 m³/s. 

## Dòng chảy

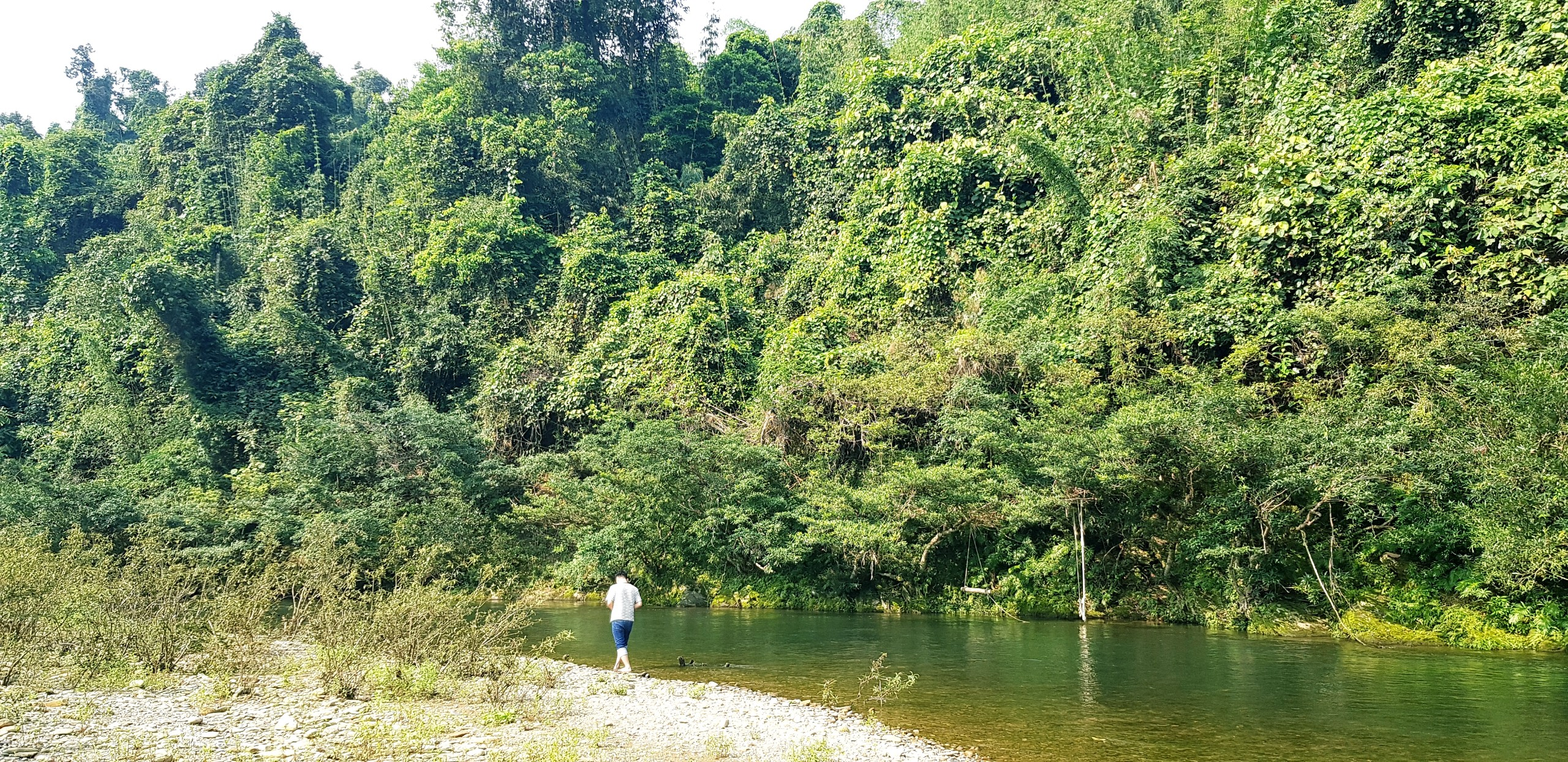
Thượng nguồn sông Giăng, phía trong lỏi của vườn quốc gia Pù Mát

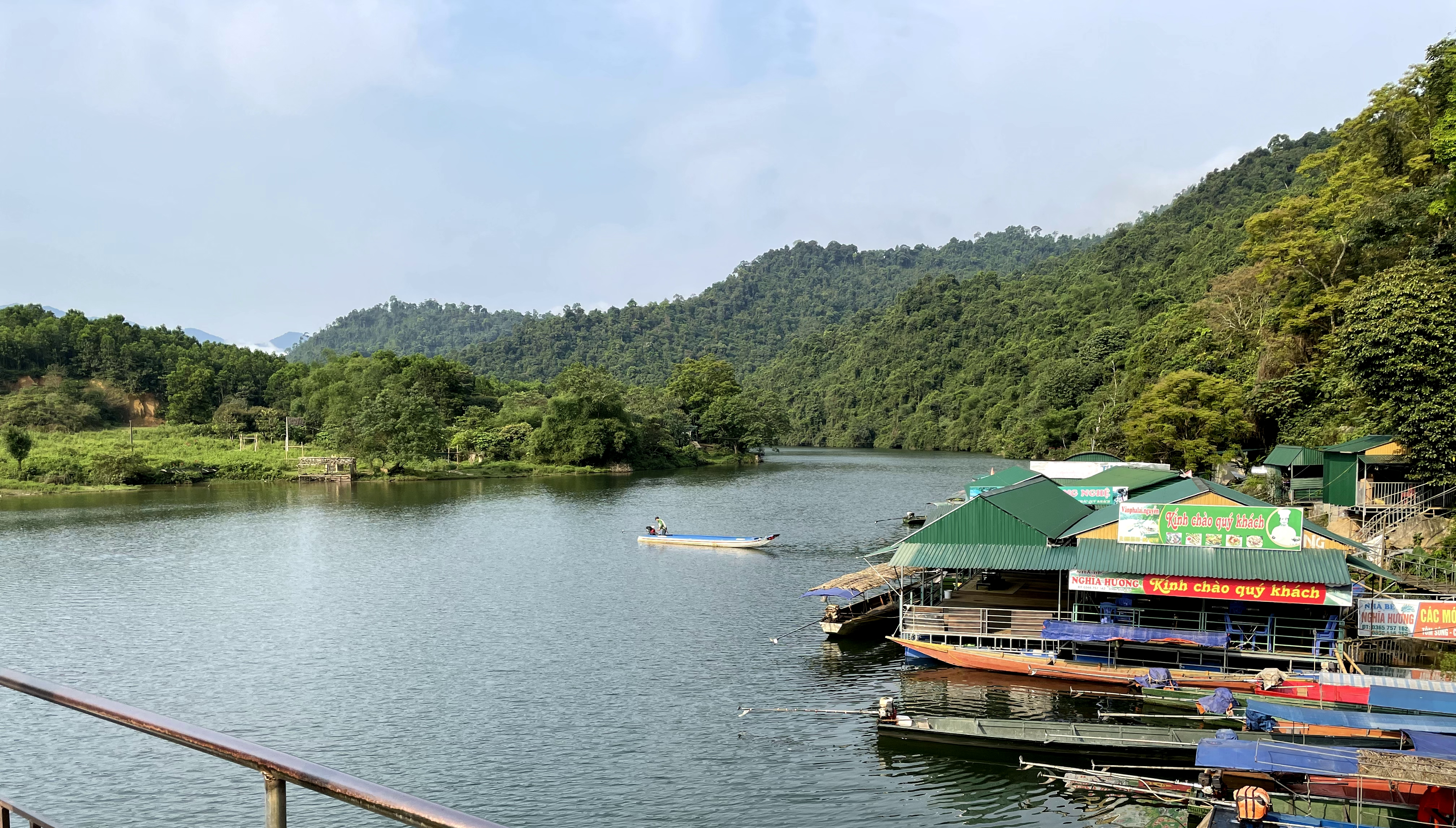
Sông Giăng trong KDL sinh thái Pha Lài, nằm bên rìa vườn quốc gia Pù Mát

Sông Giăng bắt nguồn từ vùng núi Cao Vều (cao 1.343 m) ở biên giới Việt Lào thuộc xã Môn Sơn .
Sông chảy theo hướng đông bắc, sau đó tại trung tâm hành chính xã Môn Sơn đổi hướng đông nam.
Sông đổ vào Sông Lam bên bờ phải tại thôn La Mạc xã Phong Thịnh, nơi giáp ranh với xã Thanh Tiên huyện Thanh Chương.
Sông Giăng rất đa dạng về thành phần động thực vật thủy sinh, có nhiều loài có giá trị kinh tế như cá sỉnh, cá lăng, cá ngạnh. Sông Giăng chảy qua Vườn Quốc gia Pù Mát là một kho tàng về các nguồn gen hoang dã, quý hiếm, là một trong số ít khu bảo tồn đa dạng sinh học lớn nhất nước ta.